# Rucăr (okręg Ardżesz)
Rucăr – wieś w Rumunii, w okręgu Ardżesz, w gminie Rucăr. W 2011 roku liczyła 5610 mieszkańców.